# إمارة آل رشيد
إمارة آل رشيد أو إمارة جبل شمّر أو إمارة حائل هي دولة تأسست عام 1834م في نجد بمدينة حائل (شمال وسط الجزيرة العربية)، على يد كل من عبد الله العلي الرشيد وأخيه عبيد العلي الرشيد  وتوسعت الإمارة في السنوات اللاحقة لتأسيسها حتى أصبحت تضم في العقود الخمسة الأخيرة من القرن التاسع عشر (1850 - 1902)، جميع الأقاليم النجدية. ويعود نسب أسرة آل رشيد إلى آل جعفر من عبدة من قبيلة شمر. يقول المغيري في كتابة المنتخب في ذكر نسب قبائل العرب: وكانت عبدة ثلاثة بطون: آل جعفر، وآل فضيل، وآل مفضل. ومن آل جعفر آل علي فخذ، وكانت لهم الرياسة قديما، وآل خليل بطن، ومن آل خليل الرشيد بطن، ومن الرشيد آل عبد الله، وآل عبيد، وانتقلت الرياسة من آل علي في عبد الله بن علي بن رشيد، إلى أولاد عبد الله طلال، ومنهم بن طلال بن نايف بن طلال بن عبد الله بن علي الرشيد.
ومن آل عبد الله عيال سعود بن عبد العزيز بن متعب بن عبد الله. ومن آل عبد الله محمد بن عبد الله بن علي بن رشيد الذي قتل ابن أخيه بندر بن طلال، لما قتل أخاه متعب.
وآل عبيد منهم حمود بن عبيد بن علي الرشيد وإخوانه. وآل رشيد ليسوا في مقام شيوخ قبائل بل هم في مقام الحكام.

## خلفية تاريخية
كانت حاضرة جبل شمر تخضع لحكم آل علي المنتمين إلى آل جعفر من عبدة من قبيلة شمر، بينما كانت أسرة آل الجربا تحكم بادية الجبل. واستمر الأمر حتى ظهرت الدعوة الوهابية وقامت الدولة السعودية الأولى، فقام آل علي حكام الجبل بتأييد الدعوة والدخول تحت راية أئمتها، بينما انضمت عشائر شمر الجربا القاطنة في بادية جبل شمر بقيادة مطلق بن محمد الجربا إلى جيش الشريف غالب بن مساعد اثناء هجومه على الأراضي السعودية (1205هـ/1790م). وبعد فشل الهجوم توجه الأمير سعود بن عبد العزيز بجيشه إلى جبل شمر لمعاقبة قبيلتي شمر ومطير اللتين انضمتا إلى جيش الشريف، فانتصر جيشه على الجيش المعارض الذي قاده مسلط بن مطلق الجربا الذي قتل في معركة العدوة، فكانت نتيجة المعركة دخول جبل شمر بأكمله ضمن النفوذ السعودي، ونزوح مطلق وقبيلته إلى بادية السماوة، فأضحت أسرة آل علي صاحبة السيادة على بادية وحاضرة الجبل. وفي العراق أصبحت لمطلق سلطة كبيرة ونفوذ عظيم بحيث حج في سنة 1208هـ/1793م مع أحمد باشا الجزار والي الشام وصيدا وأمير الحج في تلك السنة. استمر ذلك حتى سقطت الدرعية على يد إبراهيم باشا سنة 1233هـ / 1818م، واستمر آل علي بحكم جبل شمر، إلى أن قامت بعدها الدولة السعودية الثانية، فانضم حكام جبل شمر طوعاً إلى إمامها المؤسس تركي بن عبد الله.

## النشأة
في سنة 1800م تولى عبد الله بن علي الرشيد إنشاء ما يمكن تسميته بالمعارضة لآل علي حكام حائل وأبناء عمومة آل رشيد، فقام حاكم حائل آنذاك صالح بن عبد المحسن آل علي بنفيه إلى العراق على الفور سنة 1820م. في تلك الفترة استطاع عبد الله توطيد علاقته مع الإمام تركي بن عبد الله آل سعود وابنه فيصل بن تركي. وكان الإمام تركي قد تمكن من استرداد نفوذ أسرته على مناطق نجد. كسب عبد الله بن رشيد ثقة الإمام تركي بن عبد الله، فاختاره على رأس جيشه الذي أرسله إلى الأحساء بقياده ابنه الأمير فيصل بن تركي، والذي تلقى لاحقاً أثناء مسيره إلى الأحساء خبر مقتل والده الإمام تركي بن عبد الله على يد ابن أخته مشاري بن عبد الرحمن في الرياض، وكان ذالك في يوم 8 مايو 1834م. مما استدعى الأمير فيصل أن يوقف حملته، ويعود إلى الرياض، ليقبض على قتلة الإمام تركي، حيث استطاع عبد الله بن رشيد أن يقنع الأمير فيصل بأن يسمح له بقيادة الهجوم على مشاري، والذي من خلاله استتب الأمر له، فاستلم الحكم بعد أن ظفر بقتلة والده، وبويع الأمير فيصل إماماً بعد والده.
توجه عبدالله بن رشيد إلى حائل لاستلام الإمارة مؤيداً بقرار الإمام فيصل بن تركي بعزل الأمير صالح بن عبد المحسن آل علي وفي رواية أن القرار كان باتفاق جمع من أهالي حائل. على كل حال لم يتقبل صالح آل علي قرار العزل وقابله بالرفض، فحدثت مواجهة مباشرة بينه وبين عبد الله آل رشيد في المسجد في يوم الجمعة كادت تفضي إلى قتال بالسيوف، فقام الناس بالفصل بينهم، توجه على إثر ذلك صالح آل علي إلى قصره الذي حاصره عبد الله آل رشيد، وأجبره على التنازل عن الحكم ومغادرة حائل، وبذلك أصبح عبد الله بن علي الرشيد أول حكام إمارة جبل شمر من آل رشيد وذلك في سنة 1251هـ/ 1835م.

## راية الدولة
اختلفت الروايات حول علم إمارة جبل شمر، أو آل رشيد. ومن تلك الروايات:
- وصف الشريف عبد الله بن الحسين: «فزارني أمير الحج ابن رشيد، وقال إن المحافظ منعه من دخول المدينة المنورة ومعه علم ابن رشيد، وهو علم أخضر مكتوب عليه «لا إله إلا الله محمد رسول الله.»».[16]
- وصف كارلو كلاوديو غوارماني: «وسكان جبل شمر الشّديدو التّزمّت لا يطيقون النصارى ولا اليهود. والراية الوطنية ذات لون أخضر ومؤطّرة بالأحمر، وتحمل كتابة بالأبيض تحت سيف مسلول تمثّل الشهادتين: لا إله إلا الله، محمد رسول الله.».[17]

## الحكام

### الأمير عبد الله العلي الرشيد
في سنة 1251هـ/1835م عُزل الأمير صالح بن عبد المحسن آل علي من إمارة الجبل، وعُين مكانه عبد الله بن رشيد، واختلف المؤرخون في أسباب عزل صالح بن عبد المحسن، فمنهم من يرى أن عزله كان باتفاق من بعض أهالي الجبل بسبب خلافات حدثت بين الأمير صالح وبعض الأعيان هناك، ومنهم من يرى أنّ ذلك كان بقرار مباشر من الإمام فيصل بن تركي، الذي أراد بذلك مكافأة عبد الله بن رشيد بعد مواقفه الشجاعة معه، فخرج صالح من حائل. واستتب الأمر لعبد الله الذي كتب إلى الإمام فيصل يشرح له حقيقة ما جرى، فأقره على الإمارة.
حاول صالح بن عبد المحسن آل علي أن يستعيد حكمه بمساعدة الدولة العثمانية، وظل يشكل مصدر قلق حتى قتله عبيد بن رشيد وهو في طريقه إلى المدينة المنورة، ونجا عيسى بن عبيد الله آل علي من القتل، حيث تمكن من الهرب والوصول إلى المدينة المنورة ولقي التأييد من واليها العثماني.
في سنة 1836م أرسل الوالي محمد علي باشا حملة عسكرية إلى نجد بقيادة إسماعيل بك، فتمكن عيسى آل علي من الحصول على دعم إسماعيل بك لتعيينه أميرًا على حائل وأرسل معه قوة لتعيينه وتثبيته واليًا على جبل شمر، فعلم عبد الله بن رشيد بالحملة فخرج هو وأسرته وبعض مؤيديه من حائل وتوجه إلى بلدة جبة، فدخل عيسى حائل وأصبح أميراً عليها في نيسان/أبريل 1837م. ولكن عند خروج الدعم العسكري من حائل إلى القصيم وبقاء مائة جندي مصري مع عيسى، تسبب بإضعاف موقفه، فتوجه عبد الله بن رشيد مع أخيه عبيد وأعوانهما من بلدة جُبّة إلى بلدة قفار واتخذاها مركزاً لمقاومة عيسى.
في سنة 1837م خرجت من المدينة قوات مصرية بقيادة خورشيد باشا لتعزيز دفاعها في نجد، فعلم عبد الله بن رشيد بحكم تجربته وخبرته أنه لا يمكن مقاومة تلك الحملة، خاصة بعد تخاذل أهل نجد عن نصرة فيصل بن تركي الذي فقد حكمه هو الآخر في الرياض لصالح عبد الله بن ثنيان، فغادر عبد الله بن رشيد بلدة قفار إلى المدينة المنورة لملاقاة قائد الحملة خورشيد باشا والتفاوض معه وطلب عونه في العودة إلى إمارته، وكان ذلك في أكتوبر 1837م. واستطاع عبد الله بن رشيد أن يكسب ثقة خورشيد باشا، وبدأ التعاون بينهما بعد أن كلفه الباشا بتأمين الإبل اللازمة لنقل جنوده وإمداداتهم إلى نجد، ووعده في المقابل بتمكينه من إمارة الجبل (حائل).
وفي تلك الأثناء هجم عبيد بن رشيد على حائل، فاضطر عيسى آل علي إلى الهروب إلى القصيم، فأقر خورشيد باشا عبد الله بن رشيد على إمارة الجبل بعد أن كتب إلى والي مصر محمد علي باشا في أواخر 1837م، وهو إقرار شكلي. ومنذ ذلك الوقت أصبح عبد الله بن رشيد أميراً غير منازَع، وكانت الإمارة طوال فترة حكمه تزداد قوة يوماً بعد يوم، كما كان نفوذها خارج منطقة الجبل يزداد توسعاً وانتشاراً ولما تمكن الإمام فيصل بن تركي وأخوه جلوي ومن معهما من آل سعود من الفرار من مصر بداية 1843م توجهوا إلى حائل فتلقاهم الصديق القديم عبد الله بن رشيد في حائل بالترحاب قائلاً : أبشروا بالمال والرجال والمسير معكم والقتال. وانطلق الإمام فيصل لإزاحة عبد الله بن ثنيان عن الملك، ورافقه أخوه جلوي بن تركي وعبد الله بن رشيد وأخوه عبيد بن رشيد في حملة انتهت باسترداد الإمام فيصل لملكه ودخوله الرياض في 9 يونيو 1843م.
وتوفي عبد الله بن رشيد بعدها بثلاث سنوات في 30 أبريل 1847م.

### الأمير عبيد العلي الرشيد
الأمير عبيد العلي الرشيد، أسس حكم إمارة جبل شمر التي كانت عاصمتها حائل (1834 - 1922م)، قال عنه أمين الريحاني - تاريخ نجد ص286 -: "امتاز عن أخيه بأمور ثلاثة - تغلوه في الدين - وبخشونة طبعه- وبنزعه شديدة إلى الجهاد في سبيل الله والتوحيد وكان رسول النجديين الأكبر في الجبل، وكان بيته محط رحال النجديين في حائل ومرجعهم الأعلى. وهو فارس من أبطال الفرسان وشاعر من فحول الشعراء".
كان زمن الأمير عبيد بالغ الخصوصية من تاريخ المنطقة ككل إذ انها فترة تأسيس إمارة آل رشيد التي شكل فيها الأمير عبيد الرشيد ولأكثر من ربع قرن القبضة الحديدة. وكان له الدور الأكبر في توسيعها شمالا بفتح الجوف حتى بادية الأردن وجنوبا حتى المخلاف السليماني.

### طلال العبد الله الرشيد
| إمارة آل رشيد في حائل                | إمارة آل رشيد في حائل   |
| الحكام                               | الحكام                  |
| ------------------------------------ | ----------------------- |
| الحاكم                               | سنوات حكمه (من - إلى)   |
| عبدالله العلي الرشيد (المؤسس)        | 1834 - 1847             |
| عبيد العلي الرشيد (المؤسس)           | 1834 - 1869             |
| طلال العبدالله الرشيد                | 1847 - 1866             |
| متعب العبدالله الرشيد                | 1866 - 1869             |
| بندر الطلال الرشيد                   | 1869 - 1873             |
| محمد العبدالله الرشيد (العصر الذهبي) | 1873 - 1897             |
| عبدالعزيز المتعب الرشيد              | 1897 - 1906             |
| متعب العبدالعزيز الرشيد              | 1906 - 1906             |
| سلطان الحمود الرشيد                  | 1906 - 1907             |
| سعود الحمود الرشيد                   | 1907 - 1908             |
| سعود العبدالعزيز الرشيد              | 1908 - 1920             |
| عبدالله المتعب الرشيد                | 1920 - 1920             |
| محمد الطلال الرشيد                   | 1921 - 1921 (سقوط حائل) |

شجرة نسب حكام إمارة جبل شمر

الأمير طلال بن عبد الله الرشيد الشمري (1823-1867) ثاني حكام إمارة آل رشيد في حائل، حكم من جمادى الأولى 1263هـ/مايو 1847م إلى 1283هـ/ مارس 1867. خلف أباه في إمارة جبل شمر سنة 1263 هـ واستولى على مدن الجوف وتيماء وخيبر وجانب من القصيم. واستمر على نفس سياسة أبيه في التبعية للدولة السعودية الثانية، وما يثبت تلك العلاقات الطيبة هو إرساله للإمام فيصل بن تركي في الرياض سبعة خيول أصيلة كل سنة، وكذلك حافظ على العلاقات الطيبة مع مصر والباب العالي. وتميز عهده بارتفاع مستوى الدخل الاقتصادي، وذلك بجلبه أصحاب الحرف والصناعة والتجار من العراق (البصرة وواسط) ومن سوريا واليمن لإقامة سوق تجاري متطور في حائل، فتمكن خلال إجراءاته الاقتصادية أن يرفع المستوى المادي والمعيشي لإمارة حائل إلى أعلى مستوى في منطقة نجد، حتى قال المؤرخون عن ذلك أنه توجد في حائل من البضائع ما لا توجد في أسواق الشام والعراق والخليج العربي واليمن، كما أن حائل أوجدت لبضائعها أسواقًا خارجية. وقام أيضا بتسهيل وتنظيم القوافل التجارية، وبنى جامعًا كبيرًا لصلاة الجمعة، وفتح الشوارع في أطراف المدينة وحفر الآبار وأقام الحدائق واهتم بتقوية الحصون القديمة. أحسن الإدارة وأمن الطرق التجارية، وكف غارات البدو، وكان عاقلا حكيما، أقبل الناس في أيامه على الصناعة وإصلاح ما خربته الحروب. وكان أقل تدينًا من ابيه وعمه عبيد، إلا أنه لم يضعف من قوة سلطة القضاء واحترام العلماء. مات متأثرا من جرح أصابه، وقيل مات منتحرا.

### متعب العبد الله الرشيد
ومتعب هو أخ لطلال، تولى الحكم من بعد أخيه عام 1866م، وكان بندر، ابن طلال يرغب بالحكم عوضا عن عمه متعب (لأن الحكم الملكي يجري عادة بامتداد عمودي أي من الأب للابن) إلا أن صغر سن بندر الطلال (كان عمره 17 سنة عندما توفي والده) قد حال دون وصوله إلى مبتغاه حال وفاة والده. ولكن ذلك لم يمنعه من المطالبة بالحكم، فابتدأت النزاعات بين بندر وبدر الطلال من جهة وبين عمهم متعب العبد الله من جهة، وحاول عبيد العلي الرشيد عمهم الأكبر، أن يحل النزاع إلا أن متعب العبد الله لم يتجاوب مع المفاوضات ومحاولات الإصلاح، فقام بندر الطلال بقتل عمه متعب في عام 1869م وتولى الحكم في حائل.

### بندر الطلال الرشيد
بعد قتل متعب العبد الله تولى بندر الطلال مقاليد الحكم في حائل وكان عمره آنذاك 20 عاماً وفي العام الذي تولى فيه بندر الحكم توفي العم الأكبر و(عراب) الأسرة عبيد العلي الرشيد، وكان بندر يعتمد على قوة وهيبة وسلطة عمه عبيد المعنوية التي كانت تشكل درع حماية له خصوصا من عمه محمد العبد الله الرشيد، شقيق متعب العبد الله الذي قتله بندر، وكان محمد العبد الله أثناء قتل أخيه متعب متواجداً في الرياض عند عبد الله بن فيصل بن تركي، ولولا أن عبيد كان في حائل عندما تم قتل متعب وتولى بندر السلطة، لتوجه إلى حائل ليثأر لأخيه القتيل، لكن وجود عبيد بالقرب من بندر الطلال جعل محمد العبد الله يؤخر ثأره.
ولكن عندما توفي عبيد في نفس العام، بدأ بندر الطلال ينتظر عودة محمد العبد الله من الرياض ويفكر بما سيثير ذلك من مشاكل في الأسرة، فتوجه بندر إلى الرياض قبل أن يخرج منها محمد، في محاولة لاسترضائه تكللت بالنجاح، فقد اتفقوا على أن يبقى بندر حاكما فيما يتولى محمد العبد الله إدارة قوافل الحج القادمة من إيران والعراق والتي تمر بحائل وتعتبر موردها الاقتصادي الأهم، فرضي محمد بهذا المنصب الهام وسارت الأمور في حائل على ما يرام.
ولكن في عام 1873م وبعد ثلاث سنوات من تولي بندر السلطة، حدث خلاف بين بندر الطلال وعمه محمد العبد الله المسؤول عن القوافل، وكان السبب في ذلك أفراد من قبيلة الظفير كانوا قادمين مع إحدى قوافل الحج، ومنعهم بندر الطلال من دخول حائل وأمرهم بالرجوع من حيث جاؤوا لخلاف بينه وبين قادة قبيلتهم، ولكن محمد العبد الله سمح لهذه القافلة بالدخول إلى حائل ومواصلة مسيرها، وحينها غضب بندر الطلال فاستدعى محمد العبد الله وقال له : " من هو الأمير ؟ أنا أم أنت ؟ "، وحينها ثار الخلاف بينهم وانتهى بمقتل بندر الطلال على يد عمه محمد العبد الله وذلك عام 1873م.

### محمد العبد الله الرشيد
بعد مقتل بندر الطلال دبّر محمد قتل جميع أبناء طلال العبد الله الرشيد، كي لا يثورون ضده بعد قتله لأخيهم الحاكم بندر الطلال، ما عدا بدر ونايف، أخوي بندر، فقد سلما من القتل. ولما كبر بدر أراد الانتقام من عمه، إلا أن عمه استطاع قتله وأسر نايف في قصره، وبذلك تربع على سدة الحكم، وقال في إحدى خطبه يبرر قتله لهم (والله ما قتلتهم الا خوفا على هذه - وأشار إلى رقبته - يا جماعة، هل تظنون ان من قتل أخي سيعفو عني)،
وفي محاولة منه لكسب تأييد أكبر عدد من أفراد أسرة آل رشيد، بنى محمد علاقات وثيقة مع فرع عبيد الذي كان أكثر عدداً من فرع عبد الله وأصبح حمود الابن الأكبر لعبيد الصديق والحليف الوثيق
لمحمد، واهتم محمد بن رشيد بتنظيم جيشه وتحصين ثغور بلاده، وبسط الأمان في تلك الأنحاء، وكف البدو عن الغزوات، وتشدد على السارقين واللصوص، وسعى إلى بسط حكمه في شرقي نجد وتقدم شمالاً حتى وصل إلى حوران وهدد نواحي
دمشق حتى خاف أهلها من دخوله عاصمتهم، ولما رأى بوادر الانشقاق تدب بين آل سعود سعى إلى توسيع نفوذ حائل فتدخلت القوات الحائلية في القصيم بعد أن استنجد به حسن ال مهنا أمير بريدة عندما أراد عبد الله بن فيصل آل سعود غزو القصيم. ومن ثم سنحت الفرصة للأمير محمد الرشيد عندما استنجد به عبد الله بن فيصل آل سعود لمحاربة أبناء أخيه سعود بن فيصل فتوجه الجيش الحائلي للرياض وأخرج ابني سعود بن فيصل (محمد وعبد العزيز) من الرياض وحبسهم في حائل وبعد ذلك انتصر علي أهل القصيم في معركة المليداء عام 1890م انتصارًا عظيمًا وتم أسر أمير بريده حسن ال مهنا، وأخيرا ضم الرياض إلى حائل قرابة عام 1882ن واضطر عبد الرحمن بن فيصل عام 1891م إلى الرحيل عنها إلى قطر ثم البحرين ثم إلى الكويت،
وتعتبر فترة حكم محمد بن عبد الله بن رشيد من أزهى فترات حكم إمارة جبل شمر في حائل ويعتبر عهده العهد الذهبي للإمارة.
وتوفي محمد العبد الله في حائل عام 1897م.

### عبد العزيز المتعب الرشيد

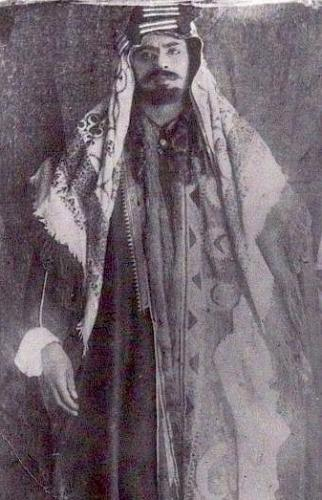
عبد العزيز المتعب الرشيد، الملقب بـ"الجنازة"

كان محمد العبد الله عقيما، ولم يكن له أبناء من بعده، فلما توفي حكم من بعده عبد العزيز المتعب العبد الله الرشيد، الذي كان أبيه الحاكم الثالث لحائل. وفي فترة حكمه أقدم الشيخ مبارك الصباح ومعه ابن سعود وآل سليم أمراء عنيزة وآل مهنا أمراء بريدة المعزول وجموع كبيرة من البوادي على محاربة آل رشيد وتقدموا بقوتهم واحتلوا الطرفية، إحدى قرى القصيم، وجعلها مبارك الصباح موقعاً متقدماً لقواته.
وخاض الطرفان في 17 مارس 1901م معركة الصريف واستطاع فيها عبد العزيز المتعب إحراز نصر حاسم على مبارك الصباح.
ولكن في السنة التالية 1902م استطاع عبد العزيز آل سعود الاستيلاء على الرياض بعد أن قتل حاكم الرياض المعين من قبل حائل عجلان بن محمد، ثم حصلت مواجهات عديدة بين عبد العزيز بن متعب وعبد العزيز بن عبد الرحمن في منطقة القصيم منها في البكيرية والشنانة عام 1904م، ثم كانت المعركة الفاصلة في روضة مهنا، التي قتل فيها عبد العزيز المتعب في 14 أبريل 1906م.

### متعب العبد العزيز الرشيد
تولى بعد والده باتفاق أهل حائل والجنود الذين كانوا معه، غير أن أبناء حمود العبيد الرشيد : سلطان وسعود وفيصل، والذين هم أخواله، قاموا بقتل متعب العبد العزيز في 27 ديسمبر 1906م أي بعد توليه الحكم بثمانية أشهر. وقتلوا معه أخويه مشعل ومحمد بعد أن دعوهم إلى رحلة صيد وقتلوهم هناك، اما الأخ الصغير للمقتولين (سعود العبد العزيز) فقد فر به خواله السبهان إلى المدينة المنورة وعمره عشر سنوات.
كانت فترة حكم متعب قصيرة لم تتجاوز التسعة أشهر، ورغم هذه الفترة القصيرة إلا أنه كانت له بعض الجهود الإصلاحية التي حببت أهالي حائل فيه، من ذلك أنه عقد صلحاً مع الملك عبد العزيز واتفقا على أن تكون المناطق الواقعة شمال القصيم تابعة لأبن رشيد وماعداها تابع لأبن سعود.

### سلطان الحمود العبيد الرشيد
خطط سلطان لاغتيال حاكم حائل متعب العبد العزيز وإخوته الثلاثة، وتم ذلك في ديسمبر 1906م.غير أنهم لم يتمكنوا من قتل سعود، الأخ الصغير لمتعب، فقد غادر به أخواله السبهان نحو المدينة المنورة حالما وصلهم خبر مؤامرة أبناء حمود العبيد على الأمير متعب. بعد أن تمكن سلطان وإخوته سعود وفيصل من قتل الحاكم متعب وإخوته، عادوا إلى حائل وأعلن سلطان الحمود نفسه حاكما لحائل، وعيّن أخيه سعود ولياً للعهد، أما فيصل فأعطاه إمارة منطقة الجوف.
تحالف خلالها مع ال مهنا أبا الخيل أمراء بريدة ومع فيصل الدويش شيخ قبيلة مطير ضد عبد العزيز آل سعود، وخاضوا معركة الطرفية التي انتصرت فيها قوات عبد العزيز آل سعود على قوات المتحالفين. بعد الهزيمة أصبح الأمير سلطان في موقف صعب أمام الجماعة (أهالي حائل)، وبعد هزيمته من قبل السعوديين أجبره أخوه سعود على التنازل عن الحكم، وذلك في يوليو 1907م. ويرجّح أنه لم يعش طويلاً بعد عزله.

### سعود الحمود العبيد الرشيد
تولى سعود الحكم بعد عزل أخيه الأمير سلطان.

### سعود العبد العزيز المتعب الرشيد

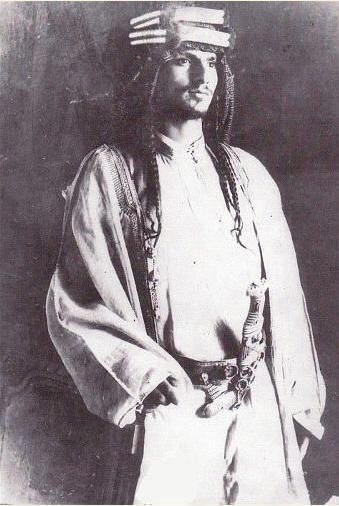
سعود العبد العزيز المتعب الرشيد

تولى الحكم بعد مقتل الأمير سعود الحمود الرشيد عام 1908م، وكان الأمير سعود العبد العزيز المتعب هو الناجي الوحيد من المذبحة التي وقعت لإخوانه بأمر سلطان الحمود الرشيد الحاكم الثامن، وكان وقتئذ صغيراً في السن فهرب به حمود العبيد الرشيد إلى المدينة المنورة، فعاش هناك حتى عودته، وكان عمره عشر سنوات فتولى الحكم تحت وصاية خاله حمود السبهان الذي مارس دور الحاكم الفعلي للإمارة، وبعد وفاة حمود السبهان، عام 1909م تولى دور الوصاية على الأمير سعود، زامل السالم العلي السبهان.(وهو والد جدته الأميرة فاطمة)، ولكن زامل أيضاً كان كبيراً في السن ولم يلبث أن توفي في أواخر عام 1910م. وفي 1915م خاضت حائل حربها الظافرة ضد السعوديين في معركة جراب، وألحقت هزيمة بالسعوديين كانوا قد افتقدوها منذ عام 1902م. وكان كل ذلك من تدبير الأمير سعود.
عرف سعود بموالاته للدولة العثمانية ومناصرته لها والوقوف إلى جانبها في الحرب العالمية الأولى، وفي عهده كانت معركة جراب في عام 1915م التي هزم فيها عبد العزيز آل سعود لأول مرة منذ الهزيمة الكبرى في معركة الصريف عام 1901، وصد توسعه نحو الشمال، وتمكن أيضاً من استعادة الجوف وتوابعه إلى إمارته. وانتهت فترة حكمه بقتله اغتيالاً على يد الأمير عبد الله الطلال الرشيد في مارس 1920م.

### عبد الله المتعب العبد العزيز الرشيد

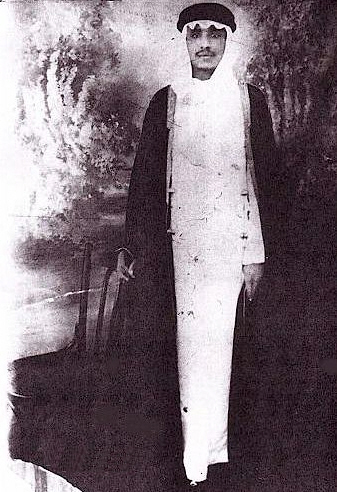
عبد الله المتعب الرشيد

تولى الأمير عبد الله الحكم في مارس 1920م، في ظل ظروف سياسية صعبة في حائل، فقد ابتدأ حكمه باغتيال الأمير سعود العبد العزيز الرشيد على يد عبد الله الطلال الرشيد، فواجه عبد الله المتعب انقساماً حاداً في الأسرة الحاكمة، كذلك بدأ مع حكمه حصار الإخوان وقوات عبد العزيز آل سعود لمدينة حائل، وفيما كانت البلد تعيش تحت ظروف الحرب قدم محمد الطلال الرشيد من الجوف، ومحمد هو أخ لعبد الله منفذ اغتيال الأمير سعود. وبوصوله، سادت سحابة من الشك داخل قصر برزان، بين أفراد الأسرة المؤيدين لعبد الله المتعب والآخرين المؤيدين لمحمد الطلال. ورغم أن محمد قال لعبد الله المتعب أنه لم يأتِ من الجوف ليقتله بل ليساعد في الدفاع عن حائل، إلا أن الأخير كان متخوفاً من محمد الطلال، فأمر الحاكم عبد الله المتعب بسجن محمد الطلال، إلا أن الموالين لمحمد أخرجوه من السجن، فبدأ محمد بعد خروجه من السجن بجمع أهالي حائل لتكوين جيش ضد الغزاة المتحالفين، السعوديين. وما إن سمع عبد الله عن خروج محمد الطلال حتي هرب عند آل سعود وذلك في أواخر عام 1920م، ثم قتل في الرياض عام 1946م، رغم كونه لاجئا في جريمة غامضة لم يتم التحقيق فيها.

### محمد الطلال الرشيد
تولى الأمير محمد الحكم في حائل مطلع عام 1921م، بعد لجوء الأمير عبد الله المتعب الرشيد (الحاكم الحادي عشر) إلى آل سعود. كانت فترته تنذر بنهاية إمارة جبل شمر، فعبد العزيز آل سعود جعل هدفه احتلال حائل، فشدد حصاره عليها حتى وخاض الأمير محمد الطلال وأهالي حائل عدة معارك مستميتة في سبيل الدفاع عن البلد، غير أن الدعم العسكري البريطاني لقوات آل سعود قد رجّح الكفة لصالح السعوديين. سلم الأمير محمد نفسه للملك عبد العزيز تاركا حائل لقدرها. سقطت حائل في يد قوات عبد العزيز آل سعود في 2 نوفمبر/تشرين الثاني 1921م الموافق 29 صفر 1340 هـ، وانتقل الأمير محمد الطلال إلى الرياض بعد سقوط حائل.

## السياسية الخارجية

### العلاقات مع الرياض
لقد قامت العلاقة بين آل رشيد وآل سعود في عهد التأسيس على أسس قوية وثابتة، واختلفت العلاقة بين عبد الله بن رشيد وفيصل بن تركي عن أية علاقة أخرى بين عبد الله بن رشيد وبين أي من حكام الأقاليم النجدية الأخرى، وقد توثقت هذه العلاقة بالمصاهرة بين الأسرتين، فقد تزوج عبد الله بن فيصل بن تركي من نورة العبد الله الرشيد، ثم من ابنة عمها طريفة العبيد الرشيد، ولما توفي عنها، تزوجها شقيقه محمد بن فيصل بن تركي. وكذلك فقد تزوج عبد الله بالجوهرة أخت فيصل بن تركي.

### العلاقات مع الجربا وشمر الجزيرة
لم تنقطع الصلات بين جبل شمر وشمر العراق (شمر الجزيرة شمالا وشمر الزقاريط جنوبًا)، ولم تنقطع الهجرات والتواصل الاجتماعي بينهما، فكان العراق ملجئًا لشمر نجد في حال حدوث خطر وتهديد لهم، والأمر نفسه مع حايل، فهي ملجئ لشمر العراق في حال تهديد لهم. وبعد انشاء الإمارة بقيادة عبد الله ابن رشيد لم يكن آل رشيد شيوخًا لشمر، بل كانوا حكامًا وأمراء دولة، على عكس الجربا الذين هم شيوخ قبيلة شمر الجزيرة، لذا كان ابن رشيد نفسه يراجع الجربا في بعض القضايا التي تتعلق بالأعراف التي وضعتها الجربا لقبيلة شمر. ومع ذلك فقد دخلت الإمارة في منافسة مع مشيخة الجربا حول كسب وجذب أبناء القبيلة إليها بادعاء رغد العيش لتقوية قاعدتيهما القبلية. لدرجة أن الجربا بدأ بإرسال رسل ليقنعوا شمر الجبل ليهاجروا إليها ومكانهم محفوظ ومشاركتهم في دخل الغزو، واستخدم فكرة أن الهجرة للموطن الجديد للقبيلة يعنى الثراء ونسيان الجوع.
خلال فترة تزعم الشيخ عبد الكريم الجربا القبيلة خرج عليه ابن عمه «سمير بن زيدان الجربا» طالبًا لثأر له أو طامعًا في المشيخة. وكان لابن زيدان أنصار ومؤيدون، ومع ذلك فقد هزمه عبد الكريم وأجبره على الخروج من العراق، فاتجه إلى حائل طامعًا بدعم إمارة آل رشيد. وقد استقبله طلال وعمه عبيد وأكرماه، لكنهما رفضا مساندته في نزاعه مع ابن عمه لأن عبد الكريم كان يحظى بتأييد ودعم قوي داخل قبيلة شمر أكثر من سمير. وعرض عليه عبيد ابن رشيد عوضًا عن ذلك التوسط بينهما، إلا أن سمير رفض الوساطة، وكان ذلك النزاع في الفترة ما بين 1862-1867، أي قبل وفاة طلال بن رشيد. وبعد مقتل عبد الكريم الجربا على يد السلطات العثمانية توجهت أمه «عمشة بنت الحسين آل عساف» ومعها ابنها فارس إلى بادية جبل شمر واستقرت فترة فيها، إلا أن الإمارة لم تستقبلهم رغبة في عدم إزعاج السلطات العثمانية. ومع ذلك، كانت الاتصالات بين آل رشيد ومشيخة الجربا متواصلة، فكانت الإمارة ترسل باستمرار «رشيد بن جير آل رشيد» ليكون ممثلا للأمير طلال لدى الجربا.

## السياسة الاقتصادية
تعتبر التجارة الخارجية عماد الحياة الاقتصادية في الإمارة، حيث تبادلت الإمارة تجارتها مع مناطق وبلدان متعددة، إلا أن علاقاتها التجارية مع العراق كانت أعمق وأوسع، فالعراق أقرب سوق يمد الإمارة بالغذاء والمؤن. فكانت أهم صادرات حائل إلى العراق الجمال والخيول والماعز والأغنام والسمن والسروج والصوف، بينما كانت تستورد من العراق الحبوب والمواد الغذائية والملابس والتمور من مدينة الناصرية. ولم يقتصر الأمر على العراق، بل كانت حائل تصدر الخيول الجيدة إلى الهند ومصر وبلاد فارس، وكانت الجهراء مركز لجمع تلك الخيول قبل شحنها إلى الهند.
يعتبر عهد الأمير طلال بن عبد الله (1847-1866م) أهم فترة في التاريخ التجاري لإمارة حائل، حيث اهتم طلال بالتجارة وقضى على قطاع الطرق بمساعدة عمه عبيد، ووطد الأمن مما شجع التجار والحرفيين على التعامل مع حائل خصوصًا من العراق والشام. فالتحديثات التي خلقها طلال كان لها الأثر الكبير في تطوير التجارة في جبل شمر. فقد ظهرت عادات تجارية جديدة مثل ادخال نظام الوكالة والوساطة في التجارة، بالإضافة إلى دعوة طلال تجارًا من البصرة وواسط واليمن لإقامة سوق جديد في حائل. وكذلك انتعشت التجارة في عهد محمد المهاد (1873 - 1897) بسبب سياسته الاقتصادية التي هي أقرب إلى الحرية التجارية، فكانت ضرائبه قليلة وترك للحرفيين حرية التصرف في تعاملهم التجاري، عدا عن اهتمامه بتوفير الأمن والاستقرار. فكان تأثير تلك السياسة أن جعلت من التجار أن يجلبوا إلى الإمارة بضائع من الهند وأوروبا مما لم يوجد في الشام أو الحجاز، ومن بضائع مصر والشام ما لا يوجد في الكويت والعراق. أما العملات المتداولة في الإمارة وفي نجد عامة فكانت المحمدية الفارسية والمجيدي العثماني والروبية الهندية والريال النمساوي والجنيه الإنجليزي، وتعاملوا أيضا مع النقد العثماني المصكوك في مصر.

## السياسة العسكرية
تمتع جيش إمارة آل رشيد بسمعة عسكرية حسنة لدى المؤرحين العرب والأجانب، وذلك من خلال إنجازاته عبر تاريخ الإمارة، وذلك بسبب كفاءة تدريبه وانضباط مقاتليه وفروسيتهم وشجاعتهم. بالإضافة إلى الولاء الشديد لقيادته ووضوح أهدافه ورسوخ عقيدته القتالية. واعتمد عبد الله بن رشيد في تنشئة القوة النظامية على الحضر والبدو من سكان حائل، وإن لم يكن هناك تنظيم ثابت في شكل جيش حائل، إنما كل الرجال القادرين على حمل السلاح تعتبر قوة جاهزة. وأصناف المقاتلين هم الفرسان وحملة البنادق وذلك لتوفر الخيول والجمال في حائل. وفي البداية لم تكن الإمارة ملزمة بتجهيز المقاتلين، بل كل مقاتل ملزم بتجهيز نفسه من سلاح وركائب وطعام، وأيضا لم تخصص الإمارة راتبا لمقاتليها، إنما ينال كل من يشترك فيها وفق ما يقرره الأمير من المال والغنائم.

وفي مايلي جدول مقارنة لتقديرات جيش حائل من عدة مصادر وفي سنوات مختلفة:
| العدد                                               | تفصيل |
| 6000 مقاتل من حائل + 3000 من مقاتلي المناطق الأخرى. | في ستينات القرن 19م. |
| 40,000 إجمالي المقاتلين.                            | في ستينات القرن 19م. |
| 400 فارس                                            | هم فرقة العبيد المختارة بقيادة الأمير نفسه.                                                                                            |
| من 6500 - 9,000 محارب وقت الحرب                     | بين 1869/1860م. |
| 2000 خيال 1300 جمّال.                                | أغلب قوات ابن رشيد من الحاضرة وعليهم يعتمد.                                                                                            |
| 4000 مقاتل                                          | عصب الجيش في عهد محمد الرشيد هم من مقاتلي الحضر.                                                                                       |
| 20,000 مقاتل                                        | فارس وراجل من البادية. |
| 10,000 مقاتل                                        | حسب وثيقة عثمانية سنة 1891م |
| الجيش 10,000 الحرس الخاص 2,000                      | يستطيع الأمير محمد بن رشيد جمع 40,000 مقاتل إذا أراد.                                                                                  |
| 800-1000                                            | القوة الخاصة للأمير. |
| 4,000 مقاتل                                         | جرى استخدام 1500 في معركة المليداء. |
| 10,000 مقاتل                                        | 1308هـ/1891م معهم آلاف البنادق وبطاريتا مدفع حسب إفادة والي سوريا لمستشاري السلطان، في 12 شباط/فبراير 1891م.                           |
| 1500 حضري 2500 بدوي                                 | حسب إفادة والي البصرة سنة 1308هـ مضاد للتقرير السابق، ونص على أن هذا هو حجم القوة التي دخل بها ابن رشيد في حربه مع عبد الرحمن بن فيصل. |

## القضاء والأعراف القبلية
اعتمد القضاء في الإمارة على الشريعة الإسلامية وأحكام القرآن، وكان تعيين القضاة في الجبل من قبل الإمام الحاكم في الرياض، ومع هذا فقد احترمت الإمارة القوانين والأعراف القبلية. فبعد دخول جبل شمر تحت الحكم السعودي لم تعد القبيلة ترجع للعوارف (قضاة القبيلة)، لأن عوارف شمر انتقلوا مع الجربا إلى شمال العراق، وكان الناس يراجعون الحاكم والقاضي، حيث يعقد الأمير مجلسًا للقضاء مرتين في اليوم، في الصباح حيث يكون المجلس أمام قصر الإمارة، وفي المساء أمام المسجد الجامع. ويكون الاجتماع علنيا وبجواره القاضي وحرسه الخاص الذي يقوم بتنفيذ الأحكام، وهذا نهج والده من قبل. وكانت أحكامه شديدة، فالسارق تقطع يده إذا ثبت عليه الجرم، ويقطع رأسه إذا كررها، والقاتل يقتل، ومن يجرح أحدا في نزاع تقطع يده، والكذابون وشهود الزور تحرق لحاهم فوق الموقد فيفقدوا بذلك بصرهم، وحكم على العصاة بمصادرة أملاكهم.

## دور العبيد والخدم

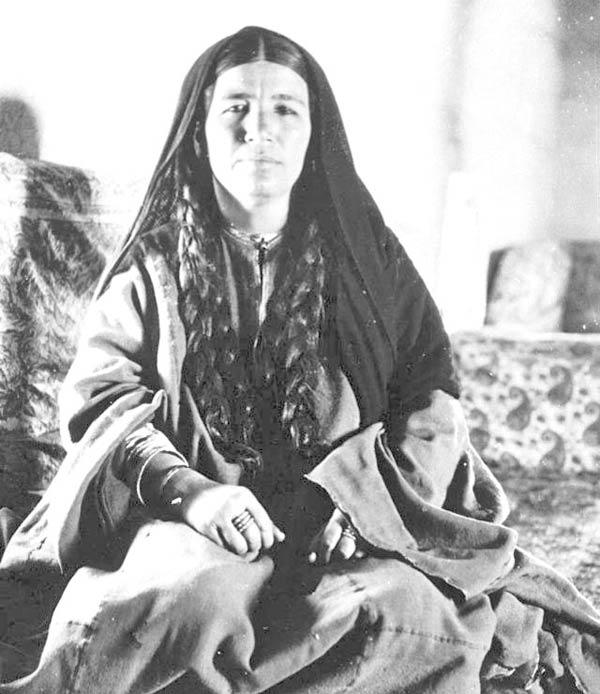
تركية المحمد، إحدى جواري الأمير محمد بن رشيد ومحظيته.

ازدهرت تجارة بيع وشراء الرقيق في حائل خصوصًا في عهد الأمير طلال وأخيه محمد المهاد، حيث اعتمدت الإمارة على وكلائها لجلب العبيد من الحجاز وخاصة من ينبع، ومن وادي الدواسر وبلدة بيشة، حيث تكثر في تلك المناطق عمليات اقتناء وبيع الرقيق، فبعد سيطرة الأمير محمد على نجد سنة 1309هـ/1892م حرص على شراء واقتناء الرقيق من تلك المناطق عبر واليه في الرياض «سالم السبهان». وبما أن تركيبة المجتمع في مناطق إمارة آل رشيد قائمة على الولاء العشائري، فقد سارعت السلطة بتعزيز قوتها بمساعدة الأسر القوية في الحاضرة والبادية، وكذلك العبيد الأحرار حيث يتميز عبيد آل رشيد بأنهم عتقاء، فكان ولائهم قويًا للأسرة وللحاكم. فالأمير عبد الله مؤسس الإمارة كان عبده ملازمًا له ولا يفارقه في تنقلاته، وهو من أعانه على قتل مشاري بن عبد الرحمن آل سعود. أما طلال 1263-1283هـ/1847-1867م فقد كان عبيده هم أهم نقاط قوته العسكرية وحرسه الخاص، فقد سيطروا تحت قيادته على بعض المراكز الحساسة في الإدارة والجيش والقصر، حيث نقل منهم إلى بلدة قفار، وبعد وفاته أعيد أغلب العبيد إلى حائل واستقروا في حي عفنان. وكان لطلال أخ من الرضاع من العبيد اسمه «عنيبر» ولد في بيت عبد الله بن رشيد، فأصبح من أخوة الأمير، وتعهد له بالثأر في حال حدوث مكروه له. ويعد عنيبر العبد الله كبير العبيد ومن المقربين للأمير طلال، وأبرزهم مكانة في عهده وعهد متعب وبندر الطلال ومحمد العبد الله.
وأحصى الرحالة الأوربيون عدد العبيد في الإمارة كالتالي: ذكر فالين في سنة 1264هـ/1848م أن عددهم 160 بالغًا و30 خصي، ثم ذكر الإيطالي كارلو غوارماني أن الأمير طلال العبد الله ملك سنة 1281هـ/1864م حوالي 800 عبد ثم زاد العدد في عهد محمد العبد الله حيث أحصى الألماني يوليوس أويتنج في سنة 1884 أن عددهم  بحدود 1000 عبد، وهو ما يتوافق مع الرقم الذي ذكرته الليدي آن بلنت.
وتجلت أول محاولات المماليك للإستيلاء على الحكم في مؤامرة اغتيال الأمير طلال، ولكن زيد الخشيم اكتشفها في قفار وكانت بزعامة القنصعي، فقتله زيد وأخذ رأسه وذهب به إلى برزان إلى الأمير طلال، حيث كشف له تفاصيل تلك المؤامرة. وكانت هناك مؤامرة أخرى زمن الأمير محمد، ولكنه أحبطها وأعدم المماليك المتآمرين.

## الملاحظات
1. ↑  العدوة: وادٍ ينحدر من شمال سلسلة جبل رمان الأسمر من امتداد الشفا وشمال، ويدعى أعلاه وادي العش، وأوسطه وادي العبد وأسفله وادي العدوة.[7]

## وصلات خارجية
- برزان.